# Campionati mondiali di judo maschile 1965
I Campionati mondiali di judo 1965 si sono svolti al Marrocanaeinho Gymnasium di Rio de Janeiro (Brasile) tra il 15 e il 18 ottobre  1965.
Alla IV edizione dei mondiali parteciparono 131 atleti in rappresentanza di 244 nazioni. Quella brasiliana è l'ultima edizione a cui partecipa il campione olandese Anton Geesink.

## Risultati
Di seguito i medagliati di questa edizione:
| Categoria    | Oro              | Argento             | Bronzo                        |
| fino a 68 kg | Hirofumi Matsuda | Hiroshi Minatoya    | Park Kid-Soon Oleg Stepanov   |
| fino a 80 kg | Isao Okano       | Kinishi Yamanaka    | James Bregman Kim Eui-tae     |
| oltre 80 kg  | Anton Geesink    | Matsuo Matsunaga    | Doug Rogers Seiji Sakaguchi   |
| Open         | Isao Inokuma     | Ansor Kobrosachvili | Anzor Kiknadze Peter Snijders |

### Medagliere
| Posizione | Paese            | Oro | Argento | Bronzo | Totale |
| --------- | ---------------- | --- | ------- | ------ | ------ |
| 1         | Giappone         | 3   | 3       | 1      | 7      |
| 2         | Paesi Bassi      | 1   | 0       | 1      | 2      |
| 3         | Unione Sovietica | 0   | 1       | 2      | 3      |
| 4         | Corea del Sud    | 0   | 0       | 2      | 2      |
| 5         | Canada           | 0   | 0       | 1      | 1      |
| 5         | Stati Uniti      | 0   | 0       | 1      | 1      |
|           | Totale           | 4   | 4       | 8      | 16     |